# Jules Cran
Jules Cran (Thuin, 10 maart 1876 – Schaarbeek (Brussel), 2 februari 1926) was een Belgisch kunstschilder.

## Levensloop
Hij was schilder van historische taferelen, portretten, stillevens, marines en landschappen. 

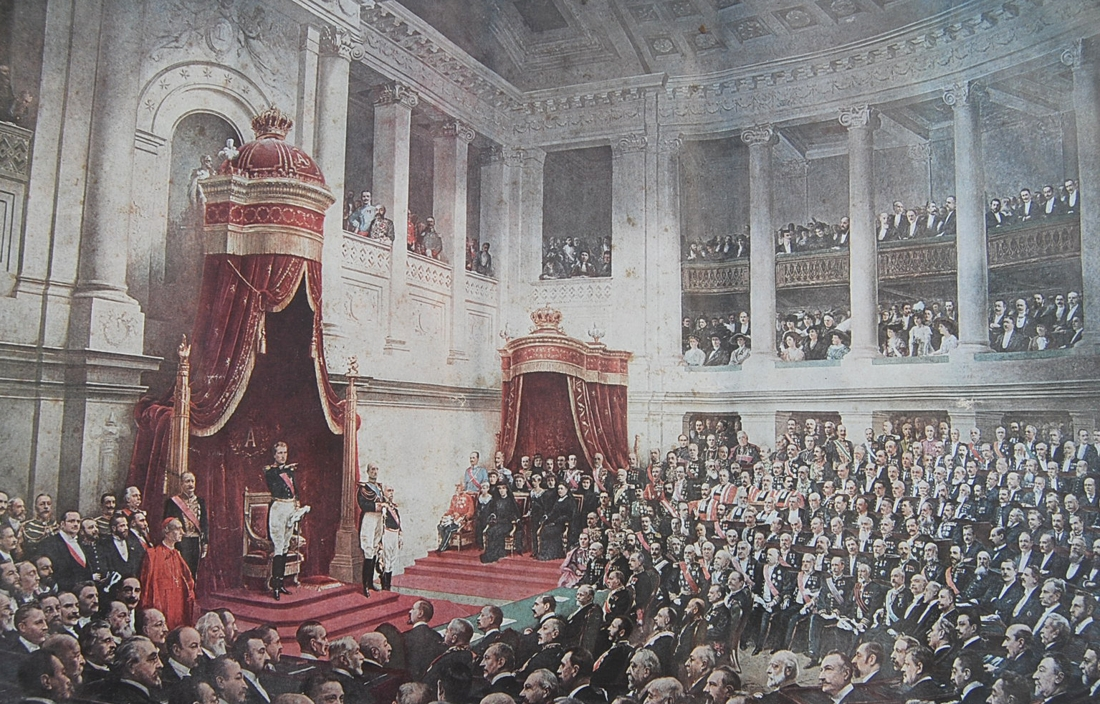
De eedaflegging van koning Albert

Cran kreeg zijn opleiding aan de Academie voor Schone Kunsten in Brussel (1892-1896), waar hij les kreeg van onder andere Joseph Stallaert (1825-1903) en Jan Portaels (1818-1895). Medestudenten waren onder meer Emile Bulcke, Benoni Van der Gheynst en Albert Cortvriendt.
Jules Cran had grote bewondering voor de schilders uit de Renaissance en Franse romantische schilders als Delacroix, Ingres en Géricault, wier werk hij bestudeerde in het Louvre in Parijs. 
In 1898, 1901 en 1904 nam hij telkens deel aan de (Belgische) Prijs van Rome voor Schilderkunst.
Zijn magnum opus was de voorstelling van de Eedaflegging van Koning Albert I (voltooid in 1914) waarin hij vele tientallen portretten van politici van het moment verwerkte. Het doek meet 355 × 510 cm en was een opdracht van het Paleis der Natie.
Hij schilderde marines in Nieuwpoort en landschappen in zijn geboortestreek.
Cran woonde in de Dupontstraat 97 in Brussel.

## Tentoonstellingen
- 1907, Brussel, Driejaarlijks Salon : "Kinderportret", "Koper poetsen", "Portret van Renée"
- 1927, retrospectieve in de Cercle Artistique et Littéraire in Brussel
- 1977, retrospectieve in Thuin

## Verzamelingen
- Brussel, Paleis der Natie
- Mariemont, Gemeentehuis
- Morlanwelz, Gemeentehuis
- Thuin, Gemeentelijke verzameling; O.L.Vrouwkerk